# 山口県道160号石城山公園線
山口県道160号石城山公園線（やまぐちけんどう160ごう いわきやまこうえんせん）は、山口県光市を通る一般県道である。

## 概要
光市大字塩田の石城山（標高362 m）から山口県道63号下松田布施線交点に至る。

### 路線データ
- 起点：光市大字塩田（石城山、山口県道162号石城山光線起点）
- 終点：光市大字塩田（山口県道63号下松田布施線交点）

## 歴史
- 1963年（昭和38年）5月31日 - 山口県告示第297号により認定される。
- 1971年（昭和46年）1月15日 - 熊毛郡大和村が町制施行して熊毛郡大和町になったことに伴い、起終点の地名表記が変更される（熊毛郡大和村塩田→熊毛郡大和町塩田）。
- 1972年（昭和47年） - 山口県の県道番号再編により、現行の路線番号に変更される。
- 2004年（平成16年）10月4日 - 光市と熊毛郡大和町が対等合併して改めて光市が発足したことに伴い、起終点の地名表記が変更される（熊毛郡大和町塩田→光市塩田）。

## 路線状況

### 重複区間
- 山口県道162号石城山光線（光市大字塩田）

## 地理

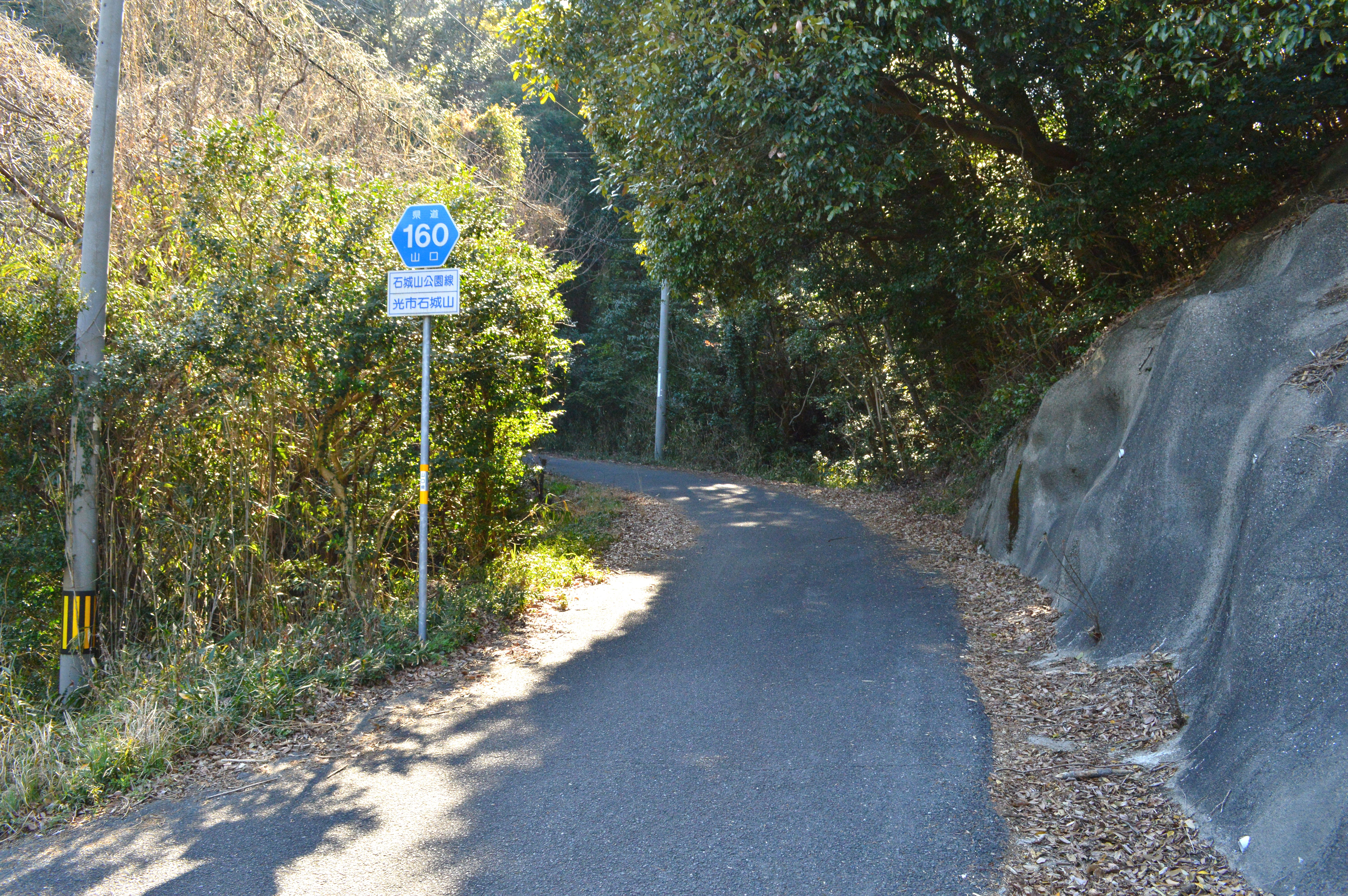
石城山中での道路の様子

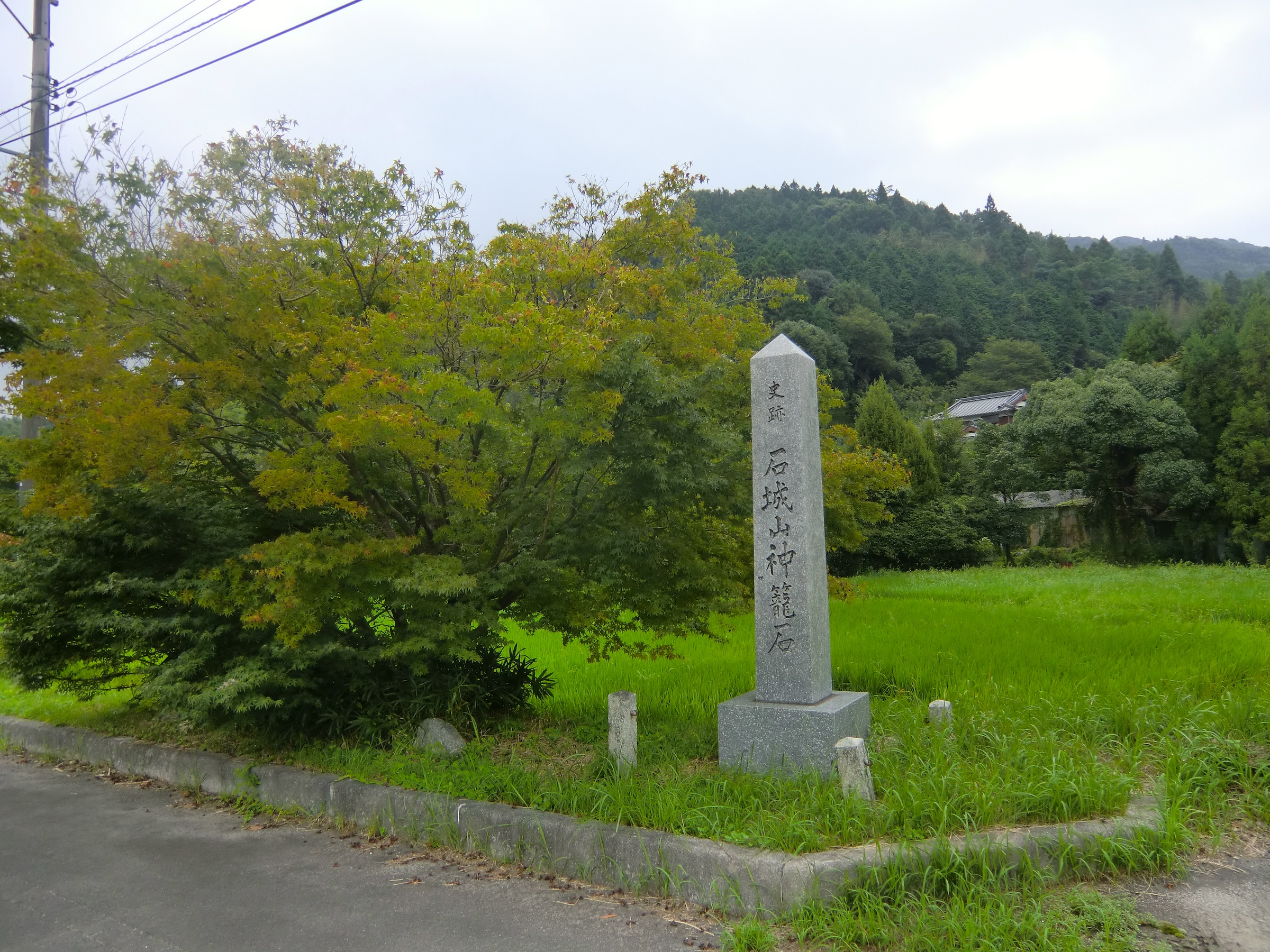
県道160号線沿いにある石城山神籠石の碑（山口県道63号下松田布施線との接続点付近）

### 通過する自治体
- 山口県
  - 光市

### 交差する道路
| 交差する道路                         | 交差する場所 | 交差する場所 |
| ------------------------------------ | ------------ | ------------ |
| 山口県道162号石城山光線 重複区間起点 | 大字塩田     | 起点         |
| 山口県道162号石城山光線 重複区間終点 | 大字塩田     |              |
| 山口県道63号下松田布施線             | 大字塩田     | 終点         |

### 沿線
- 石城山
- 石城山神籠石
- 石城神社